# Husum protestsvin
Husum protestsvin er en dansk-tysk svinerace fra Nordfrisland.
Dyrene ligner med deres farve og med deres hvide stribe tværs over ryggen det danske nationalflag. Da det i årene efter 1864 var forbudt for danskere i Sønderjylland at flage med Dannebrog, fremavlede danskerne som protest mod dette forbud de rødbrogede svin med den markante rygtegning. I dag beskyttes dyrene af en støtteforening. Deres antal holdes nede på et meget lille antal.